# Resolutie 67/19 van de Algemene Vergadering van de Verenigde Naties
Resolutie 67/19 van de Algemene Vergadering van de Verenigde Naties werd op 29 november 2012 met 138 tegen 9 stemmen (bij 41 onthoudingen) aangenomen door de Algemene Vergadering van de Verenigde Naties. De resolutie waardeerde de status van Palestina binnen de Verenigde Naties op van waarnemer-niet-staat tot waarnemerstaat niet-lid. Met de nieuwe status wordt Palestina door de VN in de toekomst eventueel erkend als soevereine staat, die ook het recht heeft volledig lidmaatschap als staat aan te vragen.
Na de toelating als waarnemerstaat werd Palestina ook geaccepteerd als lid van andere VN-organisaties. Lange tijd hadden Israël en de VS Palestina onder druk gezet om niet toe te treden tot internationale verdragen, met als argument dat dit het vredesproces zou schaden. Vanaf april 2014 werd echter een groot aantal verdragen ondertekend, onder andere op het gebied van het internationaal humanitair recht, waaronder de Geneefse Conventies en het Internationaal Strafhof (ICC). Dat laatste leidde er toe dat het onderzoek van het Internationaal Strafhof inzake Israël en Palestina in 2019 kon worden geopend, met terugwerkende kracht tot 13 juni 2014.

## Stemverhoudingen

De stemming in de AV op 2012-11-29 over erkenning van Palestina als waarnemersstaat niet-lid.
Vóór erkenning (138)
Tegen erkenning (9)
Onthouding (41)
Afwezig (5)

De negen VN-lidstaten die tegen stemden waren Canada, Israël, de Marshalleilanden, Micronesia, Nauru, Palau, Panama, Tsjechië en de Verenigde Staten.
Nederland onthield zich van stemming, België en Suriname stemden voor de resolutie.

## Achtergrond
In 1974 werd de Palestijnse Bevrijdingsorganisatie uitgenodigd om als waarnemer-niet-staat deel te nemen aan de zittingen van de Algemene Vergadering. In 2011 vroeg Palestina het lidmaatschap van de VN aan, maar dit voorstel kreeg niet genoeg steun in de VN-Veiligheidsraad om in de Algemene Vergadering aan bod te komen. Op 31 oktober 2011 verwierf Palestina wel het lidmaatschap van UNESCO.
Eind 2011 was het vredesproces tussen Palestina en Israël opnieuw vastgelopen. De Commissie voor de Uitoefening van de Onvervreemdbare Rechten van het Palestijnse Volk hoopte dat het verhogen van Palestina's status in de VN voor een nieuwe dynamiek zou zorgen en de tweestatenoplossing naderbij zou brengen. De Palestijnse Autoriteit werkte immers hard aan het opbouwen van een Palestijnse staat, al werd de groei bemoeilijkt door geldtekort en door Israël opgelegde obstakels. Het rapport van de commissie drong aan op het beëindigen van de illegale Israëlische nederzettingen op Palestijns gebied en de al 45 jaar durende bezetting.

## Inhoud

### Eerdere resoluties
De Algemene Vergadering benadrukte het principe van gelijke rechten en zelfbeschikking van volken. Resolutie 2627 uit 1970 bevestigde de plicht van staten om die principes te realiseren. Ook werd het principe dat grondgebied niet met geweld mag worden verworven bevestigd. Verder werd bevestigd dat de Conventie van Genève inzake de Bescherming van Burgers in Oorlogstijd van toepassing is op de bezette Palestijnse Gebieden. Ook werden de resoluties 3236 (1974), 66/146 (2011) en andere bevestigd, die het recht van de Palestijnen op zelfbeschikking en een eigen staat vastlegden, alsmede de resoluties 43/176 (1988), 66/17 (2011) en andere inzake de vreedzame oplossing van de Palestijnse kwestie, het belang van Israëlische terugtrekking uit de sedert 1967 bezette gebieden, een oplossing voor het Palestijns vluchtelingenprobleem in overeenstemming met resolutie 194 (1948) en het beëindigen van de Israëlische nederzettingen in Palestijns gebied. De annexatie van Oost-Jeruzalem werd niet internationaal erkend, en er moest een manier gevonden worden om Jeruzalem tot hoofdstad van twee staten te maken. In 2004 had het Internationaal Gerechtshof in een advies gesteld dat de muur rond en de nederzettingen in de Palestijnse gebieden die Israël had gebouwd in strijd waren met het internationaal recht.
In 1974 had de Algemene Vergadering de Palestijnse Bevrijdingsorganisatie middels resolutie 3210 uitgenodigd om deel te nemen aan de zittingen en door middel van resolutie 3237 de status van waarnemer toegekend. Met 43/177 (1988) had de Algemene Vergadering het uitroepen van de Palestijnse staat erkend en werd beslist dat de PLO voortaan Palestina zou worden genoemd binnen de VN. In 1998 had Palestina door resolutie 52/250 bijkomende rechten en privileges gekregen binnen de status van waarnemer.

### Zelfbeschikking en vredesproces
Men streefde nog steeds een tweestatenoplossing op basis van de grenzen van vóór 1967 na. In 1993 hadden Israël en Palestina elkaar ook erkend. In 2009 hadden de Palestijnse autoriteiten een plan gelanceerd om binnen twee jaar staatsinstellingen op te bouwen. Er was toen vastgesteld dat de Palestijnse Autoriteit voldeed als levensvatbare staat. Op de dag van de stemming, 29 november 2012, hadden 132 VN-lidstaten de Palestijnse staat erkend.
Het recht van het Palestijnse volk op zelfbeschikking en onafhankelijkheid van hun grondgebied van voor 1967 werd bevestigd.
Men besloot Palestina de status van waarnemerstaat niet-lid toe te kennen in de Verenigde Naties, zonder daarbij afbreuk te doen aan de rechten, privileges en rol die de PLO als vertegenwoordiger van de Palestijnen eerder had verworven.
Verder werd de hoop uitgesproken dat de VN-Veiligheidsraad zou instemmen met de aanvraag voor VN-lidmaatschap die Palestina in september 2011 had ingediend. De Veiligheidsraad moet een kandidaat-lidstaat aanbevelen alvorens de Algemene Vergadering kon beslissen ze toe te laten.
Men beoogde nog steeds het beëindigen van de bezetting die in 1967 was begonnen en de vorming van twee staten. De onderhandelingen om het conflict ten gronde op te lossen moesten dringend hervat worden. Daarbij moest een oplossing worden gevonden voor de volgende kernpunten: het Palestijns vluchtelingenprobleem, Jeruzalem (of Al-Quds zoals de Arabieren en moslims de stad noemen), de Israëlische nederzettingen, de grenzen, veiligheid en water.